# 郡崩れ
郡崩れ（こおりくずれ）は、大勢の隠れキリシタンが検挙された事件。大村郡崩れとも。明暦3年（1657年）に、肥前国大村藩の郡村（郡川を中心とした、松原村・竹松村・福重村などの地域。現・大村市）で発生した。

## 大村のキリシタン
かつて大村の地は、永禄6年（1563年）に領主の大村純忠が重臣たちとともに洗礼を受けたことをきっかけにキリスト教が広まり、領内各地に教会が建設された。
しかし、豊臣秀吉のバテレン追放令や慶長19年（1614年）の江戸幕府の禁教令が出された後は、大村領内では厳しい弾圧と処刑が繰り返されてきた。

## 発覚と大量検挙
長崎酒屋町に住む指物屋池尻理左衛門が、マリアの聖画像を拝ませて「よか御代」到来を予言して世直しの説法をする老女がいるということを町乙名を通じて長崎奉行所に注進し、郡村矢次（やつぎ）の農民・兵作が明暦3年10月11日夜に捕縛されたことが始まりだった。兵作が姉婿の理左衛門に、「郡村の矢次に、天草四郎に勝るような神童が現われ、老婆とともに萱瀬村（かやぜむら）久良原（きゅうらばら）の岩穴にキリストの絵像を祀って、不思議な術を説いている。その評判を聞いて多くの人々が密かに集まって信仰しているので、聴聞に行かないか」と誘ったことが発端で、当時の長崎奉行・黒川正直が大村藩に通告したことで取り調べが始まった。
郡村を中心に萱瀬村（現・大村市黒木町他）や江串村・千綿村（現・東彼杵郡東彼杵町内）、松原、彼杵など広範囲にわたる調査が行われ、11月15日にはキリシタン90名を摘発したことが幕府に報告された。報賞金目当ての訴人が現れたこともあって、翌万治元年（1658年）7月10日までに603人の逮捕者を出した。さらに9月18日にはキリシタンであった大村純頼の妹・賢孝院の召し使いら5人が捕らえられ、長崎で斬首されたので総計608人となる。
逮捕者の多くは農民で、中には1歳、2歳の幼児もいた。大村藩の吟味では、彼らのキリシタン入信の動機は、終末観念をともなう来世救済願望だけでなく、病気直しのような現世利益への期待もあったという。
しかし、キリシタンである村人を全て処罰してしまうと領民がいなくなってしまうため、この事件が大村藩の存亡にかかわると考えた黒川のはからいで検挙は打ち切られ、領内の仏教化を進めることでキリシタンの撲滅を図ることとなった。黒川ともう1人の長崎奉行である甲斐庄正述は、おおよその目安としてキリシタン100人のうち、1割は牢に残し、1割は村に返し、8割は斬罪にするぐらいの「心持」をもって対応したいと、老中たちに報告している。

## キリシタンの処罰
検挙されたキリシタンは、多人数だったため大村の牢には209人を残し、長崎へ160人、平戸に92人、島原に69人、佐賀へ78人に分散して投獄された。捕縛された者たちの処分は、取り調べ中に牢死した78人の他は、
- 斬罪 411人
- 保釈 99人
- 永牢 20人

と決められた。大村では万治元年7月27日（西暦1658年8月25日）に、放虎原の処刑場で131人が斬首刑になった。首は、獄門所で約1ヵ月間さらされた後、胴体と首はそれぞれ500メートル離れた場所に葬られた。これは、処刑された者たちが、キリシタンの妖術で、首と胴体がつながって生き返ることを恐れたためと言われる。大村以外では、長崎で123人、佐賀で37人、平戸で64人、島原では56人が処刑された。そのうち長崎で13人、佐賀で3人が「吊し殺し」にされ、それ以外は全員斬首された。
長崎に住むオランダ商館員は、この大規模な殉教に対して、「全能の神がこの国の人々のかたくなな心を和らげ、哀れな人たちを助けたまわんことを」と書き綴っている。
永牢となった者には10歳から13歳の幼い子供たちもいた。11歳で入牢した娘が64年後の享保7年（1722年）に75歳で亡くなったという例もある。

## 事件後の大村藩の対応
事件後、家中の者や領民の子孫が不孝不忠の罪に問われないよう、日ごろの行動まで監視しなければならないとされ、そのため大村藩では特に厳重に宗教統制が徹底されることになった。
藩内の在地家臣団からキリスト教を信仰しないことを誓った起請文を提出させ、キリシタンの発生を未然に防止するため27ヵ条からなる村々制法を制定。キリシタン遺物・墓碑などは全て破壊され、当時中止されていた絵踏が再開した。五人組連座による厳格なキリシタン取り締まりが実施され、類族改制度によって殉教者の子孫は生涯監視されることとなった。その後も徹底的に取り締まりが行われたため、外海、平島、浦上4ヵ村をのぞいて、大村から潜伏キリシタンはいなくなったと言われる。
これにより同藩では「切支丹」を取り締まるという名目で、キリスト教に限らず怪しいと見込んだ宗教活動全般も規制の対象とするようになっていった。
寛政9年（1797年）、福江藩主の五島盛運の要望により大村藩主大村純尹は外海地方の農民を移住させることとなった。同地に住む隠れキリシタン（潜伏キリシタン）たちの多くは、人口増加を抑えるための間引き制度を嫌ったこと、キリシタンの取り締まりが大村ほど厳しくないということから、福江藩の五島列島へと移住していった。なお、五島に移住したキリシタンたちの子孫は、明治時代に五島崩れで弾圧を受けることとなる。

## 史跡
大村潜伏キリスト教徒殉教顕彰碑 / 日本二百五福者殉教顕彰碑
昭和43年（1968年）に、福者に列せられた205人の100年を記念して、放虎原斬罪所跡に建立。毎年9月に、大村殉教祭を行なっている。
獄門所跡 / 晒し首の場所
大村市松並1丁目。斬首されたキリシタンたちの首が20日間さらされた場所で、昔は街道沿いにあった。平和の聖母マリア像が建立されている。
首塚跡
大村市原口町公民館前。同地に祈りの像と殉教顕彰碑が建立。
胴塚跡
大村市桜馬場2丁目、桜馬場交差点付近。首塚跡と同様、祈りの像と殉教顕彰碑が建立されている。
妻子別れの石
大村市杭出津3丁目。刑場に引かれていく処刑者と親族が最後の別れをしたと伝えられる場所。涙石とも呼ばれ、かつては6個あった。
仏の谷 / 耶蘇（ヤソ）谷
大村市中岳町。萱瀬ダムの北西の山林一帯の、中腹にある岩穴。黒丸郷の六左衛門の祖母が密かにキリストの絵像を祀り、ここを根城に布教をしていたといわれる場所。「殉教者のルーツを調べる会」によって発見され、確認された。
今村刑場跡
島原市。白土湖から脇道に入ったところにある。郡崩れで検挙されたキリシタンのうち56人が処刑された場所で、供養塔が1基立っている。他にナワロ神父や、ジャノネ神父、11人のキリシタンもここで処刑された。